# Salah Kabil
 (août 2020).
 (août 2020).
Salah Kabil (en arabe : صلاح قابيل) (Nussa Al-Ghait, 27 juin 1931 - Le Caire, 3 décembre 1992) est un acteur égyptien.

## Biographie
Il est né dans le gouvernorat de Dakahlia. Sa famille a déménagé pour vivre au Caire, où il a terminé ses études secondaires. Il s'est inscrit à la Faculté de droit du Caire, mais était passionné par le théâtre, ce qui l'a amené à rejoindre l'Institut des arts théâtraux. Diplômé de l'Institut des Arts, il rejoint la Compagnie de Théâtre de la Télévision Égyptienne. 